# Брендън Роджърс
Брендън Роджърс (на английски: Brendan Rodgers), роден на 26 януари 1973 година в Карнлох, Северна Ирландия, е бивш северноирландски футболист и настоящ треньор на шотландския Селтик.

## Кариера

### Кариера като футболист
Като юноша, Роджърс достига до младежките национални отбори на Северна Ирландия и Република Ирландия, като дори играе на Световното първенство за юноши през 1988 година. Започва кариерата си на 18-годишна възраст като защитник в отбора на Балимена Юнайтед, но 2 години по-късно спира с активния футбол поради хронична контузия на коляното. След това няколко години се състезава в непрофесионалните Рединг, Уитни Таун и Нюбъри Таун.

### Кариера като треньор
Започва да се занимава с треньорство в школата на Рединг. След това, между 2004 и 2008 г., е треньор на юношеските формации на Челси. На 24 ноември 2008 година напуска Челси, за да поеме втородивизионния Уотфорд. Печели само два от първите си десет мача начело, но впоследствие формата на отбора се подобрява драстично и в крайна сметка завършва 13-и в класирането. След като успява да спаси Уотфорд от изпадане, на 5 юни 2009 г. е назначен за треньор на бившия си отбор - Рединг. Стартът на сезона е добър, но последват множество слаби резултати, вследствие от които на 16 декември Роджърс напуска по взаимно съгласие. На 16 юли 2010 г. приема предложението на Суонзи Сити да води отбора. Първият му сезон в уелския клуб е изключително успешен, като печели промоция за Премиършип, с което се превръща в първия уелски отбор, играл в Английската висша лига. През последвалия сезон, Суонзи печели победи срещу отбори като Ливърпул, Нюкасъл, Тотнъм, Челси и Арсенал. Благодарение на добрите резултати, през февруари 2012 г. печели наградата „Треньор на месеца“. На 1 юни 2012 г. е обявено, че Роджърс ще замени Кени Далглиш начело на Ливърпул. През дебютния му сезон като треньор на мърсисайдци, отборът достига до 1/16 финалите в Лига Европа, където е отстранен от руския Зенит Санкт Петербург поради голове на чужд терен. В първенството финишира седми, с една позиция по-напред от предишния сезон. Стартът на сезон 2013–14 е силен, като Роджърс печели за втори път в кариера си приза „Треньор на месеца“. През втората половина на сезона, Ливърпул записва серия от 11 поредни победи, което дава на отбора реални шансове за титлата, но на 27 април губи с 0–2 като домакин от Челси, като тази загуба се оказва решаваща за шампионските амбиции на мърсисайдци. Въпреки това, през сезон 2013/14 Ливърпул бележи 101 гола в шампионата, което е третото най-високо постижение в клубната история. На 26 май 2014 г., Роджърс подписва нов 4-годишен договор. Стартът на следващия сезон обаче е тежък, като отборът отпада още в Груповата фаза на Шампионската лига, а впоследствие отпада и на 1/16-финалите в Лига Европа, след като губи от Бешикташ след дузпи. В Премиършип отборът завършва на шесто място, с което Роджърс се превръща в първия треньор от 1950 година насам, който не печели нито един трофей през първите три години, в които води отбора. Стартът на сезон 2015/16 е труден, като след първите 8 кръга на първенството, Ливърпул заема десетото място в първенството. На 4 октомври 2015 г. мачът между мърсисайдци и градския съперник Евертън завършва 1–1. Час след края на мача ръководството на Ливърпул обявява, че Роджърс е уволнен. На 20 май 2016 г. подписва едногодишен договор с шотландския шампион Селтик. Официалният му дебют начело на отбора е кошмарен, след като Селтик губи гостуването си в Гибралтар на аматьорския Линкълн Ред Импс с 0–1. Въпреки това успява да достигне до Груповата фаза на Шампионската лига през сезон 2016/17.

## Личен живот
Роджърс е роден в село Карнлох в Северна Ирландия. Баща му е художник, а майка му се занимава с благотворителност. Брендън е първото от общо пет деца в семейството.
Говори испански и италиански.
През декември 2015 г. се развежда със съпругата си Сюзън. Двойката има две деца – син Антон, който играе като полузащитник в Суиндън Таун, и дъщеря Миша.

## Успехи

### Като треньор
Суонзи
- Победител в плейофите за Висшата лига (1): 2010/11

 Селтик
- Шампион на Шотландия (1): 2016/17
- Носител на Купата на Шотландия (1): 2016/17
- Носител на Купата на Лигата (1): 2016/17